# Asminderøds sogn
Asminderøds sogn (danska: Asminderød Sogn) är en församling i  Fredensborgs kontrakt (provsti) i Helsingörs stift i Danmark. Församlingen ligger i Fredensborgs kommun i Region Hovedstaden. Den hörde före kommunreformen 2007 till Fredensborg-Humlebæks kommun i Frederiksborg amt, och före kommunreformen 1970 till Lynge-Kronborgs härad i Frederiksborg amt.
Den 1 januari 2012 hade församlingen 9 509 invånare, varav 7 879 (82,86 procent) var medlemmar i Danska folkkyrkan.

## Kyrkobyggnader
- Asminderøds kyrka
- Fredensborgs slottskyrka